# Idel ädel adel
Idel ädel adel är en svensk film från 1945, regisserad av Anders Henrikson. Namnet är sannolikt hämtat från Einar Molins visa med detta namn, skriven 1944 och insjungen samma år av Lasse Dahlquist (Odeon D 5119 Stockholm 18 januari 1944) och Gustaf Torrestad.

## Handling
Ägaren till Gyllingehus, greve Gyllenhorn, funderar allvarligt på att sälja slottet och flytta till stan. Rickard Andersson, som är förbundssekreterare i Byggnadsarbetareförbundet, får i uppdrag att förhandla om inköp av slottet. Han anländer till Gyllingehus och får ett varmt välkomnande av sin syster som just gift sig med greven. Hon är överlycklig över att få bo ett riktigt slott och anar inte att hennes man planerar försäljning av slottet bakom hennes rygg.

## Om filmen
Filmen premiärvisades på biograf Royal i Stockholm den 16 juli 1945. 
Idel ädel adel har visats i SVT, bland annat 1999, 2005, 2011 och i april 2020.

## Rollista i urval
Källa:
- Anders Henrikson – Rickard Andersson, redaktör och förbundssekreterare
- Margit Manstad – Lady Alice Peabottle
- Åke Söderblom – Greve Hans Joakim Gyllenhorn, kallad Kim
- Annalisa Ericson – Gitta (Viktoria) Gyllenhorn, Rickards syster, Kims fru
- Erik Berglund – Greve Raoul Gyllenhorn, Alices bror, Kims farbror
- Tollie Zellman – grevinnan Beatrix Örnclou, Raouls kusin
- Georg Funkquist – John, betjänt på slottet Gyllingehus
- Carl-Gunnar Wingård – Oskar Bergkvist, förbundskassör
- Anna Olin – Ellen, kokerska på Gyllingehus
- Hildur Lindberg – husa på Gyllingehus
- Gudrun Moberg – Lotten, husa på Gyllingehus

## Musik i filmen
Källa:
- "Ein Sommernachtstraum. Hochzeitmarsch (En midsommarnattsdröm. Bröllopsmarsch)", kompositör Felix Mendelssohn-Bartholdy, instrumental
- "Regnet plaskar (Regnvisa)", kompositör Yngve Alvar, text Karl Gerhard, sång Åke Söderblom och Annalisa Ericson
- "I sjunde himlen", kompositör Georg Enders, instrumental
- "Trubaduren (Grevinnan hon satt vid sitt fönster)", kompositör Gunnar Turesson, text Ruben Nilson, sång Anders Henrikson
- "Får jag lämna några blommor", kompositör Lille Bror Söderlundh, text Nils Ferlin, framförs nynnande av Annalisa Ericson
- "Vi gå över daggstänkta berg", kompositör Edwin Ericson eventuellt efter en gånglåt från Hälsingland, text Olof Thunman, framförs visslande av Anders Henrikson och Erik "Bullen" Berglund
- "All Or Nothing at All (Kärleken allt eller intet begär)", kompositör och text Jack Lawrence och Arthur Altman, svensk text Nils-Georg, sång Margit Manstad
- "Ma Curly Headed Babby (Min kruslockiga baby/My Curly-Headed Baby)", kompositör och text George H. Clutsam, svensk text Thord-Arne Nilsson, framförs nynnande av Annalisa Ericson
- "To maa man være", kompositör Fini Henriques och Gustaf Wennerberg, dansk text Henriette Rantzau